# Slaget vid Komarów (1914)
Slaget vid Komarow var ett slag på östfronten under första världskriget som utkämpades mellan den 26 augusti och 2 september 1914 och slutade med österrikisk-ungersk seger.

## Bakgrund
Under tiden före krigsutbrottet 1914 hade de tyska och österrikisk-ungerska generalstaberna utarbetat en plan för ett eventuellt krig mot Ryssland. Denna gick ut på att stänga in de ryska styrkorna i den polska utbuktningen genom en kniptångsmanöver. Vid krigsutbrottet hade dock den tyske generalstabschefen Helmuth von Moltke omdirigerat viktiga förband till västfronten varför tyskarna var oförmögna att delta i någon större offensiv i öst. Det tyska nederlaget i vid Gumbinnen den 20 augusti försvårade ytterligare situationen. Von Moltke bad därför Conrad von Hötzendorf att, trots avsaknaden av tyskt stöd, inleda en offensiv mot ryska Polen för att minska trycket mot Ostpreussen. framryckningen påbörjades ändå framgångsrikt av den österrikisk-ungerska 1:a armén under Viktor von Dankls befäl som lyckades besegra en rysk styrka vid Kraśnik.

## Arméerna

### Österrike-Ungern
På Dankls högra flank inledde den österrikisk-ungerska IV:e armén sin framryckning under befäl av Moritz Auffenberg von Komaróv. Auffenbergs styrka bestod av 12 infanteridivisioner av vilka tre var under befäl av den skicklige Svetozar Boroevic von Bojna samt 3 kavalleridivisioner. De österrikisk-ungerska styrkorna leddes av yrkesofficerare och trupperna var vältränade. 

### Ryssland
De ryska styrkorna under Pleve var överlägsna österrikarna i antal vilket försvårade situationen för Auffenbergs flankstyrkor. En stor del av de ryska trupperna bestod av vältrande kosacker som mest användes för rekognosering. Ryssarnas svaga punkt var dock infanteriet som till skillnad från sin österrikisk-ungerska motsvarighet led brist på träning och av försörjningsproblem.

## Slaget
Österrikarna ryckte fram i god ordning den 26 augusti och drabbade snart samman med den ryska högra flanken som redan hade lidit svåra förluster vid Kraśnik. Efter en desperat strid gav de ryska förbanden vika för övermakten. Efter sex dagars strider hade österrikarna tagit cirka 20 000 ryska krigsfångar.

## Efterspel
Ryssarna hade förlorat en stor del av sina bäst tränade soldater, något som skulle få katastrofala följder senare i kriget. För Österrike-Ungern innebar segern att moralen bland soldaterna höjdes och att vägen stod öppen för en framryckning mot det inre av Polen. Krigslyckan skulle dock vända för österrikarna när den 2:a armén omdirigerades till den serbiska fronten. Detta bildade en farlig lucka i den österrikisk-ungerska frontlinjen. Ryssarna var inte sena att utnyttja detta och i det följande slaget vid Rawa led österrikarna ett svidande nederlag vilket tvingade dem att dra sig tillbaka från Polen.

### Webbkällor
- http://www.consimgames.com/docs/Golovin%20Battle%20of%20Galacia%20article.pdf